# Aranees

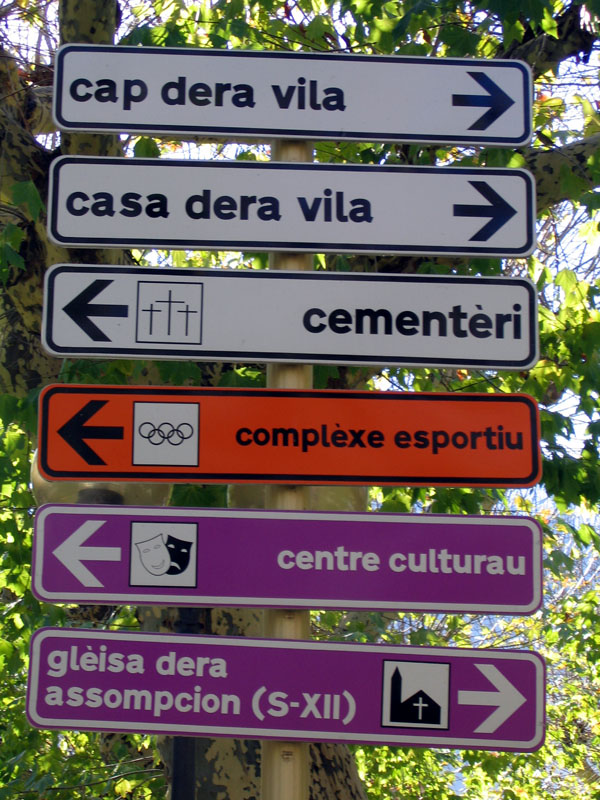
Wegwijzers in het Aranees

Aranees (Aranés) is een variant van het Occitaans, behorend tot de Gasconse dialectengroep, veel gelijkend op de dialecten die in de Franse Comminges gesproken worden. De taal wordt enkel gesproken in de Val d'Aran, in de provincie Lleida in de Spaanse autonome gemeenschap Catalonië. In de Val d'Aran wordt het samen met het Spaans en het Catalaans als officiële taal erkend, waardoor het een van de officiële talen van Spanje is.
Lange tijd was het voortbestaan van het Aranees bedreigd, maar sinds het in 1984 op scholen wordt onderwezen leeft de taal weer op. 90% van de inwoners van de Val d'Aran verstaat het Aranees terwijl 65% het actief beheerst. De Catalaanse taalkundige en lexicograaf Joan Coromines i Vigneaux heeft in 1931 zijn doctoraal proefschrift over de Aranese woordenschat gemaakt en in 1990 een woordenboek met spraakkunst uitgegeven.